# کوری اونز
کوری اونز (انگلیسی: Corry Evans؛ زادهٔ ۳۰ ژوئیهٔ ۱۹۹۰) بازیکن فوتبال اهل ایرلند شمالی است.
از باشگاه‌هایی که در آن بازی کرده‌است می‌توان به باشگاه فوتبال کارلایل یونایتد، باشگاه فوتبال منچستر یونایتد، باشگاه فوتبال هال سیتی، و باشگاه فوتبال بلکبرن روورز اشاره کرد.
وی همچنین در تیم‌های ملی فوتبال زیر ۲۱ سال ایرلند شمالی و ایرلند شمالی بازی کرده‌است.